# Inhibitor dipeptidil peptidaze 4
Inhibitori dipeptidil peptidaze 4 ili DPP-4 inhibitori je naziv za skupinu lijekova koji se ubrajaju u antidijabetike i smanjuju razinu glukoze u krvi.
DPP4 inhibitori djeluju tako da inaktiviraju enzim dipeptidil peptidazu 4 (DPP4), a inaktivacijom tog enzima smanjuje se razgradnja inkretina koji djeluju tako da povećavaju, otpuštanje inzulina, smanjuju otpuštanje glukagona, te smanjuju pražnjenje želuca. 
Prvi lijek iz skupine DPP-4 inhibitora je sitagliptin, a ostali lijekovi iz skupine su vildagliptin, sitagliptin, saxagliptin, linagliptin i alogliptin od kojih su mnogi još u fazama razvoja ili istraživanja.